# Federico Jorge Klemm
Federico Jorge Klemm (geb. 25. März 1942 in Liberec als Bedřich bzw. Friedrich Klemm; gest. 27. November 2002 in Buenos Aires, Argentinien) war ein argentinischer Künstler, Sammler, Multiplikator und Kunstkritiker, Mäzen und Unternehmer tschechoslowakisch-deutschböhmischer Herkunft.
Er gilt als eine Ikone der Popkultur der 1990er Jahre in Argentinien und als Vorreiter der Queer-Kultur.

## Leben
Bedřich/Friedrich Klemm wurde 1942 in Liberec (deutsch Reichenberg) im Reichsgau Sudetenland des Deutschen Reichs als einziger Sohn des deutschen Industriellen Friedrich Klemm und der tschechoslowakischen Mutter Růžena Mareček geboren. Mit dem Ende des Nationalsozialismus wurde das 1938 mit dem erzwungenen Münchner Abkommen vom Deutschen Reich übernommene Gebiet von der Tschechoslowakei übernommen. Damit lag Liberec wieder in der Tschechoslowakei. 1945/46 setzte die Vertreibung der Deutschen aus der Tschechoslowakei ein. Die Familie Klemm war hiervon nicht betroffen. Dennoch setzten sich politische und gesellschaftliche Kräfte in Bewegung, welche Personen deutscher Herkunft unter Generalverdacht zur Anhängerschaft des Nationalsozialismus stellten. Dazu gehörte der Vater, welcher als Industrieller gewisse Sympathien zum NS-Staat gepflegt haben soll. Mit dem Februarumsturz 1948 verschlechterte sich die Situation zusätzlich. 1949 flüchtete die Familie und kam mit einem Schiff im Juli 1949 in Argentinien an. Ein Land, in dem ein Cousin von Klemms Mutter bereits lebte und Vorbereitungen treffen konnte. Sie lebten zunächst bei dem Cousin in Tigre. Die Familie Klemm wandelte ihre Namen entsprechend ins Spanische um. Die Mutter hieß fortan Rosa, der Vater Federico José und ihr Sohn Federico Jorge. In sein Herkunftsland kehrte Klemm nie wieder zurück, sprach mit seiner Mutter aber tschechisch, mit dem Vater deutsch.
Im Alter von 14 Jahren studierte er die Werke von Toulouse-Lautrec, Picasso, Van Gogh und argentinischen Malern. Kurze Zeit später studierte er Operngesang bei Růžena Horaková und Schauspiel bei Marcelo Lavalle.
In den 1970er Jahren wurde er mehrmals von Militär und Polizei der argentinischen Militärdiktatur verfolgt, gefoltert und verhaftet. Einmal hielt ihn die Polizei auf der Straße an und zerrte ihn an den Haaren, bis sie ihm die Kopfhaut abrissen, was zu einer Infektion und Schädigung führte, von der er sich nie wieder vollständig erholte und ihn zwang, bis zu seinem Tod seine charakteristische Perücke zu tragen.
Berühmt für seine Porträts von Persönlichkeiten des öffentlichen Lebens, bei denen Schönheit, Macht und Glamour das verbindende Symbol waren, hatte Klemm ab den 1990er Jahren eine hohe öffentliche und mediale Aufmerksamkeit, während er im Hintergrund eine Tätigkeit als Kunstmäzen ausübte, die der breiten Öffentlichkeit unbekannt war.
1992 eröffnete er eine Kunstgalerie an der Straßenkreuzung Marcelo Torcuato de Alvear und Florida in Buenos Aires. 1995 gründete er am selben Ort die Fundación Federico Jorge Klemm.

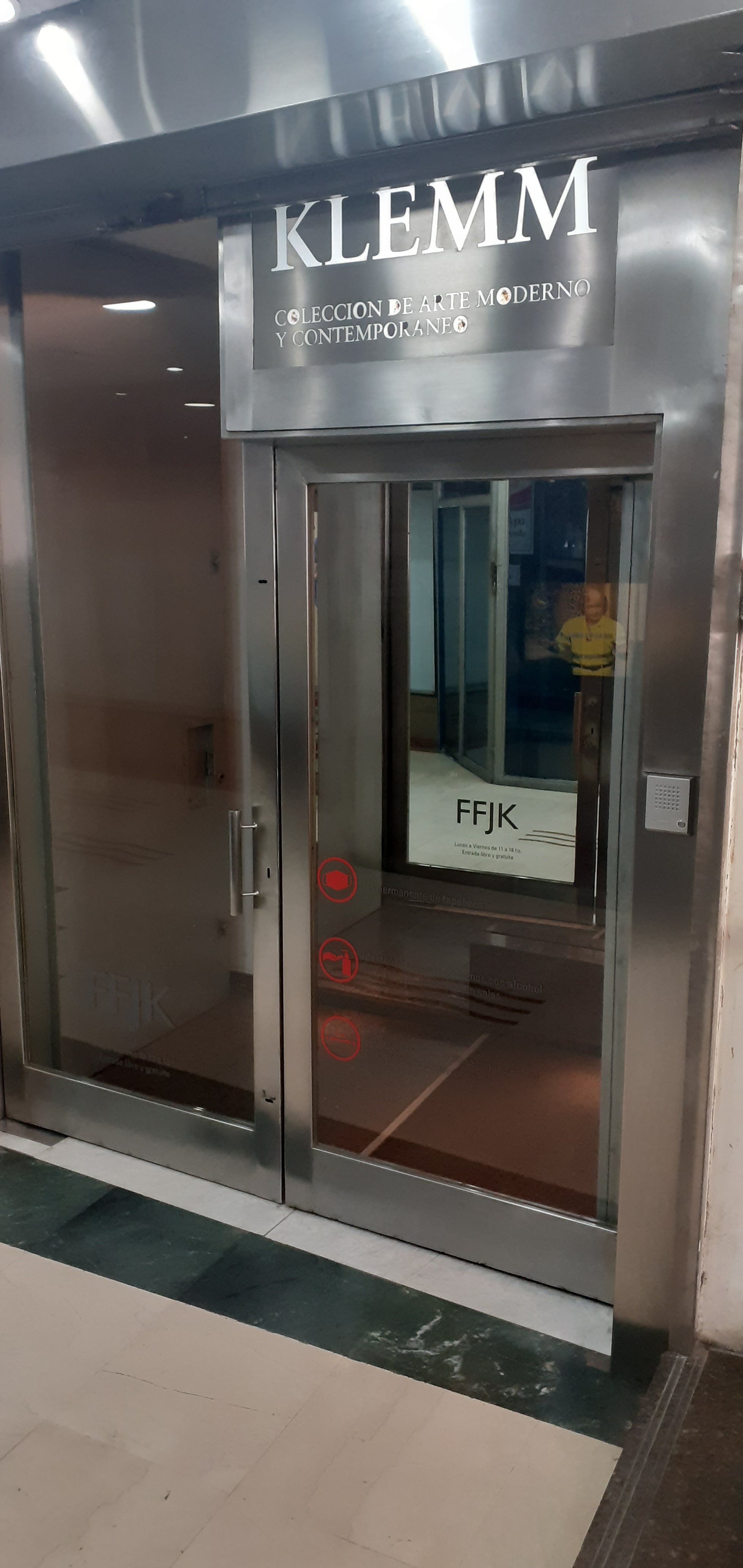
Eingang der Fundación Federico Jorge Klemm, 2023

Die Federico Jorge-Klemm-Stiftung widmet sich der ständigen Ausstellung der Sammlung nationaler und internationaler moderner und zeitgenössischer Kunst, der jährlichen Verleihung des Federico Jorge-Klemm-Preises für Bildende Kunst, Wechselausstellungen, der Veröffentlichung von Büchern und Katalogen zur Bildenden Kunst und zur Theorie der zeitgenössischen Kunst sowie der Organisation von Kursen, Seminaren und Vorträgen von Fachleuten zu den Themen der Stiftung. 
Der breiten Öffentlichkeit wurde er durch sein provozierendes Verhalten in seiner Fernsehsendung El banquete telemático bekannt, die vom argentinischen Kabelsender Canal (á) ausgestrahlt wurde. In dieser Sendung strahlte er die großen Themen der universellen Kunstgeschichte zusammen mit den herausragendsten Ausdrucksformen der argentinischen bildenden Kunst aus. Ziel dieser Produktionen war es, für die Massengesellschaft eine bereichernde Sicht auf die bildende Kunst im Allgemeinen aufzubauen und über ihren Wert nachzudenken, vor allem über das Leben des zeitgenössischen Menschen.
Er starb im Alter von 60 Jahren am 27. November 2002 im Deutschen Krankenhaus in Buenos Aires, nachdem er zwei Wochen lang wegen einer Lungenentzündung stationär behandelt worden war. Seine sterblichen Überreste ruhen auf dem Deutschen Friedhof von Chacarita in der Stadt Buenos Aires.